# Meital Dohan
Meital Dohan (en hebreo: מיטל דוהן), es una actriz y cantante israelí. Dohan ha actuado en producciones como: Rokdim Im Kokhavim, Esti HaMekhoeret y "Romeo y Julieta". El público estadounidense conoció a Meital en el papel de Yael Hoffman en la serie Weeds. Dohan también protagonizó las películas Foreclosure y Monogamy. Meital ganó el premio al mejor largometraje narrativo en el festival de cine de Tribeca. Dohan ha recibido premios por su trabajo en el teatro, el cine y la televisión, incluido un premio Tony.

## Biografía
Meital nació en Guivatayim y creció en Harutzim, un asentamiento comunitario ubicado en la llanura de Sharon, cerca de la ciudad de Ra'anana, situada en el distrito central de Israel. Meital asistió a la escuela primaria en el pueblo de Bnei Zion y a la escuela secundaria en la aldea de Beit Berl. Dohan comenzó a estudiar actuación en la adolescencia. En 1994, Dohan se unió a las Fuerzas de Defensa de Israel y sirvió en el teatro de las FDI, más tarde estudió en la escuela de actuación Nissan Nativ. Durante sus estudios Dohan recibió becas de la Fundación Cultural América Israel. En su primer año de estudios, Meital escribió, dirigió y actuó en una producción teatral. Durante el segundo año de estudios, Dohan comenzó a trabajar en una variedad de producciones televisivas y en su tercer año de estudios actuó en dos largometrajes. Antes de graduarse, Dohan firmó un contrato con el Teatro Cámeri. En 2010, Dohan se convirtió en la portavoz oficial de la organización no gubernamental Artists 4 Israel, su misión era pintar los refugios antiaéreos de Sederot y demostrar que la comunidad judía estadounidense apoya al Pueblo de Israel (Am Israel). Meital mantuvo una relación sentimental con el actor estadounidense Al Pacino. Dohan escribió el libro "Amor y otros malos hábitos" y en enero de 2011 transmitió el programa de radio Loud Miracles. Dohan afirmó estar fascinada por la técnica de la meditación trascendental. Meital ha aparecido vestida en la revista Penthouse.

## Cine y televisión
Entre otros papeles, Dohan interpretó a Layla en "God's Sandbox" (film ganador del festival de cine de Mánchester, 2002), y a Efrat en "Jirafas" (película ganadora del festival de cine de Scottsdale, Arizona, 2003). Dohan ayudó a escribir un guion cinematográfico con Maayan Keret. En la producción de la serie de televisión Esti HaMekhoeret, Dohan interpreta al personaje Nataly. La serie ganó el premio a la mejor serie de comedia de televisión en 2003, y Dohan ganó un premio Tony por su trabajo en la serie por su papel en la misma. En 2006, Meital interpretó al personaje de Yael Hoffman en la serie de televisión Weeds, Dohan regresó a la serie en el episodio número cien, en 2012. En 2009, Dohan apareció en dos episodios de la serie Woke Up Dead como el personaje de Aurora. Por su papel en el film "Jirafas", tuvo que estudiar francés, y por su papel en la película To Dance (2004), estudió la danza del vientre. En 2011, Dohan protagonizó el film de suspense dramático Monogamy dirigido y escrito por la nominada al premio de la academia israelí Dana Adam Shapiro. La película se centra en la relación tensa de una pareja de Brooklyn, Theo (Chris Messina) y Nat (Rashida Jones). La película ganó el premio a la mejor narrativa en el festival de cine de Tribeca.

## Discos y vídeos musicales
En 2011, Dohan anunció la producción de su álbum en solitario "I'm In Hate with Love". Dohan comenzó a trabajar con los productores Rami Afuni y Che Pope, conocido por su trabajo con el Dr. Dre, Eminem y Lauryn Hill. En octubre de 2011, Dohan debutó con Yummy Boyz, un video viral que apareció en sitios de música pop. A principios de 2012 llamó la atención del productor de hip-hop Che Pope y comenzaron a grabar su primer álbum "I'm In Hate With Love". Meital recibió atención internacional por su primer sencillo Yummy y su video viral. La canción se reprodujo en emisoras de radio y en clubes de todo el mundo, alcanzando el número uno a nivel mundial. Su próximo sencillo; On Ya con Sean Kingston, alcanzó el número cinco en el Reino Unido. En febrero de 2012, Meital debutó con su sencillo exitoso; Yummy producido por Afuni, en iTunes y MTV. Después del éxito de su video Yummy Boyz y su sencillo Yummy, Meital lanzó la canción On Ya con Sean Kingston. El sencillo alcanzó el número 31 en la lista Billboard Dance y el número cinco en la lista de música pop del Reino Unido. Además, la canción comenzó a reproducirse en varias emisoras de radio, incluyendo Kiss FM. Yummy Boyz recibió buenas críticas de sitios de entretenimiento en todo el mundo, convirtiendo a Meital en un nuevo icono para el público gay mundial y en uno de los cinco mejores artistas según la emisora Pride Radio. En 2012 Dohan presentó los International Dance Music Awards. En junio de 2012, se lanzó su segundo sencillo On Ya, con el rapero, cantante y compositor Sean Kingston. Meital lanzó oficialmente el sencillo el 6 de junio de 2012. Dohan también lanzó un videoclip oficial para su sencillo On Ya el 14 de octubre de 2012, el video incluía al artista Sean Kingston, y obtuvo más de tres millones de visitas en la red Internet durante un mes. El videoclip fue dirigido por Ray Kay, conocido por su trabajo en los videos musicales Baby del cantante Justin Bieber, Till the World Ends de Britney Spears y Poker Face de Lady Gaga.

## Teatro y cabaré
Dohan se graduó en la escuela de teatro Nissan Nativ en 1998 y trabajó en dos teatros israelíes. Para el año 2000, fue votada como la nueva actriz más prometedora por su trabajo en Best Friends, presentada en el Teatro Cámeri. Desde entonces, ha aparecido en varios papeles, incluido el papel de Julieta en la obra "Romeo y Julieta". En 2002, Dohan desempeñó un papel en Bad Children, un papel que fue escrito especialmente para ella por la dramaturga israelí Edna Mazya. Meital ganó un premio del Teatro Cámeri por interpretar este papel. Dohan cantó y actuó en la obra Moving Flesh en el Teatro Cámeri, y ayudó a escribir la obra Love and Sex on the High Holydays junto con el cantante israelí Ivri Lider. En 2003, Dohan fue invitada por Karen Shefler para interpretar el papel de la novia en "Bodas de sangre" de Federico García Lorca. Desde entonces, Meital comenzó a trabajar en otros proyectos en los Estados Unidos, entre ellos Bath Party, una obra multimedia original escrita conjuntamente con Karen Shefler y Ayelet Dekel. En 2008, Meital apareció en las producciones de Broadway y Los Ángeles de la obra Stitching del controvertido dramaturgo británico Anthony Neilson y fue dirigida por Timothy Haskell. La obra buscaba confrontar a los espectadores con representaciones impactantes del comportamiento humano. El diario The New York Times hizo una crítica positiva sobre su obra Bath Party, coescrita con Karen Shefler y Ayelet Dekel, y comparó a Meital con la actriz estadounidense Rosanna Arquette. En enero de 2011, y en su regreso al teatro, Dohan interpretó la obra de teatro de Alan Bowne "Beirut" dirigida por Andrew y Zach Zoppa en la ciudad de Nueva York. En el año 2016, Dohan se unió al Cabaré Maxime.

## Filmografía parcial

### Televisión
- Puzle (un episodio, 1999).
- Shemesh (un episodio, 2000) como Sarit.
- Lochamey HaMasach (2002).
- Shaul (un episodio, 2002).
- My First Sony (2002).
- Esti HaMekhoeret (2003–2004) como Natalie Bushari-Mark.
- Elvis, Rosental VeHaIsha HaMistorit (2005) como Natalie Bushari-Mark.
- Elvis (2006) como Natalie Bushari-Mark.
- The Sopranos (un episodio, 2006) como Yael.
- Weeds (siete episodios, 2006) como Yael Hoffman.
- Lo Hivtachti Lach (2006).
- Paam BaChayim (2007).
- Woke Up Dead (nueve episodios, 2009) como Aurora.
- Weeds (2012) como Yael Hoffman.

### Películas
- Agadat HaIsh SheShatak (1998) (La leyenda del hombre silencioso).
- Bli Daf Horaot (1999) (Instrucciones no incluidas).
- Jirafas (2001) como Efrat.
- Disphoria (2004) como Danielle.
- Shark Tale (2004) como Angie
- Tahara (2004) (God's Sandbox).
- If Only He'd Call (2006).
- Lirkod (La bailarina del vientre) (2006) como Deby.
- Failing Better Now (2010).
- Monogamy (2010).[23]
- Foreclosure (2011).
- Ponis (2010) como Aliah.

## Premios y nominaciones
- En 2002 fue nominada como mejor actriz por su papel en "Jirafas".
- En 2003 fue nominada como mejor actriz por su papel en God's Sandbox.